# Duékoué (underprefektur)
Duékoué är en underprefektur i Elfenbenskusten. Den ligger i departementet med samma namn, i den sydvästra delen av landet, 220 km väster om huvudstaden Yamoussoukro.